# آلودی ووک
آلودی ووک (انگلیسی: Élodie Woock؛ زادهٔ ۱۳ ژانویهٔ ۱۹۷۶) بازیکن فوتبال اهل فرانسه است.
از باشگاه‌هایی که در آن بازی کرده‌است می‌توان به باشگاه فوتبال آینتراخت فرانکفورت (زنان) اشاره کرد.
وی همچنین در تیم ملی فوتبال زنان فرانسه بازی کرده‌است.